# Matt Mitchell (Pianist)
Matt Mitchell (* 19. Juli 1975) ist ein US-amerikanischer Jazzpianist, Keyboarder, Arrangeur und Komponist, der im Bereich des Creative Jazz, elektroakustischer und improvisierter Musik arbeitet.

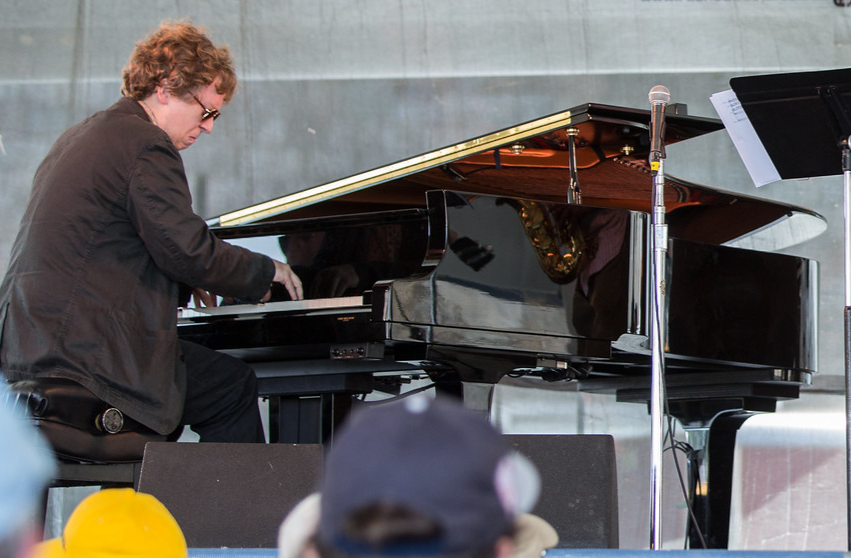
Matt Mitchell auf dem Newport Jazz Festival 2014

## Leben und Wirken
Mitchell begann mit sechs Jahren Klavier zu spielen; mit zehn schrieb er erste Kompositionen. Nach der Highschool und dem Besuch mehrerer Musikschulen studierte er an der Indiana University und an der Eastman School of Music, wo er den Master erwarb. Daneben spielte er in verschiedenen musikalischen Bereichen von Rockmusik, Fusion, Hip-Hop, Salsa und  Polka. Unterricht hatte er bei David Baker, Luke Gillespie, Michael Cain und Elizabeth DiFelice. Er lebte bis 1999 in Philadelphia, arbeitete u. a.  mit Ralph Alessi, Wes Anderson, David Baker, Jimmy Coe, Ravi Coltrane, Peter Epstein, Alonzo Pookie Johnson, Josh Roseman und David Young.
Seitdem arbeitet Mitchell in New York City, u. a. mit den Improvisationstrios Kaktus und Feigner und in der Art-Rock-Band Thinking Plague. 2006 legte er sein Debütalbum Vapor Squint, Antique Chromatic vor. Seit den 2000er Jahren arbeitete er außerdem mit Dave Douglas (Be Still, 2012), The Claudia Quintet (What Is the Beautiful?) und Tim Berne (Snakeoil, ECM 2012), für den er auch arrangierte. Er wirkte auch bei Aufnahmen von Michaël Attias, Brendan Dougherty, Darius Jones mit. 2012 trat er mit John Hollenbeck auf dem Newport Jazz Festival auf; Ende des Jahres führte er  mit Chris Speed, Oscar Noriega, Trevor Dunn und Dan Weiss das Programm Background Music (The Music of Lennie Tristano) auf. Ferner tritt er mit eigenem Trio auf, in dem er mit Christopher Tordini und Dan Weiss spielt. 2013 legte er das Album Fiction (Pi Recordings), 2017 A Pouting Grimace (Pi) vor. Zu hören ist er auch auf Steve Colemans Album Morphogenesis (2017) und Zu hören ist er u. a. auch auf  Dan Weiss’ Even Odds (2024), Miles Okazakis Miniature America (2024) und Miguel Zenóns Golden City (2024).

## Diskographische Hinweise
- Mario Pavone Blue Dialect Trio: Chrome (2017)
- Matt Mitchell Plays Tim Berne - førage (Screwgun, 2017)
- Caroline Davis: Alula (2019)
- Phalanx Ambassadors (Pi Recordings, 2019)
- Tim Berne/Matt Mitchell: Spiders (2020)
- Sara Serpa: Intimate Strangers (2021)
- Sara Schoenbeck: Sara Schoenbeck (2021)
- Miles Okazaki: Thisness (2022)
- Jon Irabagon: Rising Sun (2022)
- Gordon Grdina Nomad Trio: Boiling Point (2022)
- Oblong Aplomb (Out of Your Head, 2023), mit Kate Gentile, Ches Smith
- Zealous Angles (Pi, 2024)